# 斯洛伐克政治
斯洛伐克是一個議會制民主共和國。在冷戰時期，斯洛伐克是共產主義國家捷克斯洛伐克的一部分，但現在的斯洛伐克擁有一個多黨制競爭體制。立法權由斯洛伐克國會所有。行政權則由斯洛伐克總理領導的政府行使。司法機構獨立於立法機關和行政機關。斯洛伐克總統是斯洛伐克的國家元首。現在斯洛伐克最大的政黨是方向－社會民主黨。
2020年11月4日，斯洛伐克议会通过了一项法律修正案，宣布从1948年到1990期间执政的捷克斯洛伐克共产党以及在斯洛伐克的共产党分部是犯罪组织，因为共产党执政期间曾镇压公民社会和限制民众自由。而斯洛伐克的邻国捷克早在1993年的有关共产主义制度的一项法律中就把捷克斯洛伐克共产党定性为犯罪组织。